# Heliopolis, Egypten
För andra betydelser, se Heliopolis.

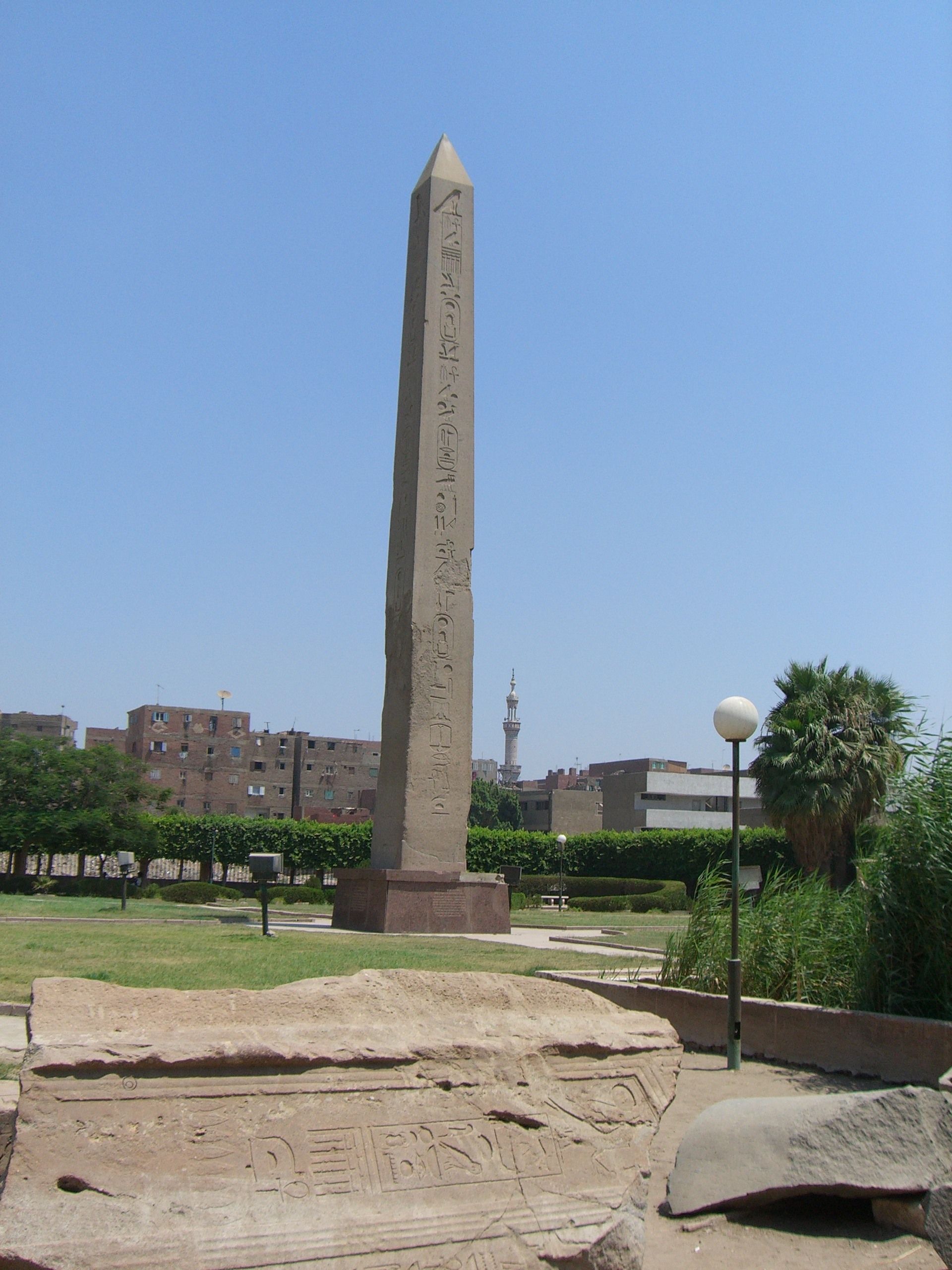
Heliopolis

Heliopolis (grekiska för "Solstaden"), på fornegyptiska Iunu, var en stad i forntidens Egypten, Bibelns On, cirka 8 kilometer nordöst om Kairo, med bland annat ett tempel helgat åt solguden Ra.
Ruinområdet kallas för Tell Hisn och ligger i Kairoförorten El-Matariya. Av staden finns idag inga synliga lämningar kvar, förutom en obelisk rest av Senusret I och en samling mindre stenmonument. Fornlämningarna är begravda under modern bebyggelse.
Den fornegyptiska staden kallades för Iunu, vilket troligtvis uttalades likt Annu, som namnet skrevs i kilskrift, eller On, som staden heter i Bibeln.
Heliopolis var bebyggd från åtminstone Egyptens tredje dynasti tills den Ptolmaiska tiden, även om staden förstördes under perserkungen Kambyses II:s invasion 525 f.Kr..
Heliopolis var en av det forntida Egyptens största och mest betydelsefulla städer. Staden var omgärdad av massiva dubbla tegelmurar, vilka inneslöt ett område på ca 1100 x 900 meter, totalt 89 ha. Inuti staden låg stora tempel tillägnade solguden Ra-Atum, i sin form av skapare, och Ra-Harakhte, i sin form av Horus vid horisonten. I staden fanns även ett ryktbart lärosäte med framförallt en astronomisk skola.
I egyptisk mytologi var Heliopolis urkullen som först höjt sig ur urtidsoceanen där fågeln Fenix, bennu, lagt skaparen Atums ägg. Sålunda behöll Heliopolis sin religiösa betydelse oavsett vart den politiska makten flyttade under Egyptens långa historia. En av faraos mest ärofyllda titlar var "Härskare i Heliopolis". Tjurguden Mnevis hade även sin levande reinkarnation boende i Heliopolis, och de mumifierade tjurarna begravdes strax norr om staden.